# Liste der denkmalgeschützten Objekte in Guttaring
Die Liste der denkmalgeschützten Objekte in Guttaring enthält die 13 denkmalgeschützten, unbeweglichen Objekte der Gemeinde Guttaring.

## Denkmäler
| Foto |                 | Denkmal | Standort                                        | Beschreibung | Metadaten |
| ---- | --------------- | --- | ----------------------------------------------- | --- | --- |
| ja   | Datei hochladen | Kath. Filialkirche hll. Jakobus der Ältere und Anna, Friedhof und Karner HERIS-ID: 53507 Objekt-ID: 61482      | Deinsberg 1 Standort KG: Deinsberg              | Die Kirche ist ein gotischer Bau, mit gotischen Wandmalereien. In der Vorhalle vier römerzeitliche Grabinschriften. Drei Altäre aus der zweiten Hälfte des 17. Jahrhunderts. Der Karner ist ein spätromanischer Rundbau mit bemalter Holzdecke. | BDA-Hist.: Q1412776 Status: § 2a Stand der BDA-Liste: 2025-06-30 Name: Kath. Pfarrkirche hll. Jakobus der Ältere und Anna, Friedhof und Karner GstNr.: .1 Filialkirche hl. Jakobus der Ältere und hl. Anna in Deinsberg, Guttaring |
| ja   | Datei hochladen | Hochofen, ehem. Floßofen HERIS-ID: 35589 Objekt-ID: 34373                                                      | bei Urtlgraben 13 Standort KG: Deinsberg        | Die Floßofenanlage der Stadt St. Veit wurde 1578 als erster innerösterreichischer Hochofen errichtet. 1793 wurde hier das erste Kastengebläse in Kärnten eingebaut. 1801 ging der Floßofen an die Löllinger Union.1834 wurde die Anlage stillgelegt. Das Hüttengebäude und der Kohlbarren sind giebelständig aneinandergebaut. Der Floßofen schließt an die Außenmauer des Hüttengebäudes an. Das aus Schiefergneis ursprüngliche zweigeschoßige Gebäude besitzt im Inneren Ziegelkloster- und Tonnengewölbe. Die Mauern sind noch bis in ca. sechs Meter Höhe erhalten. Die gesamte Anlage ist in der prinzipiellen Konzeption noch mit dem 1578 errichteten Bau identisch. Der Floßofen mit den ihn umgebenden Bauten stellt damit die älteste noch erhaltene Hochofenanlage dar. | BDA-Hist.: Q37965462 Status: Bescheid Stand der BDA-Liste: 2025-06-30 Name: Hochofen, ehem. Floßofen GstNr.: .17/2 Hochofen in Urtlgraben, Guttaring                                                                               |
| ja   | Datei hochladen | Pfarrhof mit ehem. Kaplanei HERIS-ID: 88720 Objekt-ID: 103304                                                  | Unterer Markt 1 Standort KG: Guttaring          | Der dreiflügelige, zweigeschoßige Bau stammt im Kern vom Anfang des 16. Jahrhunderts. 1734 wurde an der Westseite des Pfarrhauses eine Kaplanei angebaut. | BDA-Hist.: Q37727441 Status: § 2a Stand der BDA-Liste: 2025-06-30 Name: Pfarrhof mit ehem. Kaplanei GstNr.: .22/2, 56 Pfarrhof und Kaplanei Guttaring                                                                              |
| ja   | Datei hochladen | Kath. Pfarrkirche hl. Rupert und Achatiuskapelle HERIS-ID: 53857 Objekt-ID: 61921                              | Unterer Markt 21 Standort KG: Guttaring         | Die Pfarrkirche ist eine romanische Chorturmkirche mit spätgotischen Erweiterungen (Sakristei, Kapelle, Südportal, Empore). Am mächtigen barocken Hochaltar mit zweigeschoßiger Säulenarchitektur Heiligenstatuen. Die kleine gotische Achatiuskapelle südlich der Kirche dient heute als Aufbahrungshalle. | BDA-Hist.: Q1431239 Status: § 2a Stand der BDA-Liste: 2025-06-30 Name: Kath. Pfarrkirche hl. Rupert und Achatiuskapelle GstNr.: .21 Pfarrkirche hl. Rupert in Guttaring                                                            |
| ja   | Datei hochladen | Johannesbrücke und Bildstock mit Schnitzfigur HERIS-ID: 57347 Objekt-ID: 67312                                 | Standort KG: Guttaring                          | Die Johannesbrücke ist eine einjochige Bogenbrücke aus dem 18. Jahrhundert. Die Statue des heiligen Johannes Nepomuk stammt vom Ende des 18. Jahrhunderts. | BDA-Hist.: Q38076095 Status: § 2a Stand der BDA-Liste: 2025-06-30 Name: Johannesbrücke und Bildstock mit Schnitzfigur GstNr.: 485/6, 485/9, 486/1 Guttaring Johannesbrücke                                                         |
| ja   | Datei hochladen | Wallfahrtskirche und Kirchhof HERIS-ID: 57711 Objekt-ID: 67981                                                 | Maria-Hilf 5 Standort KG: Hollersberg           | Die Kirche ist – eine Seltenheit in Kärnten – eine einheitlich spätbarocke Anlage, mit einem an ein vierblättriges Kleeblatt erinnernden Grundriss und einer weithin sichtbaren Doppelturmfassade. Das Gewölbe ist mit Stuck und Medaillons mit Fresken reich geschmückt. Am großen barocken Hochaltar ein Gnadenbild: Kopie der Innsbrucker Madonna des Lucas Cranach. | BDA-Hist.: Q1895957 Status: § 2a Stand der BDA-Liste: 2025-06-30 Name: Wallfahrtskirche und Kirchhof GstNr.: .65 Wallfahrtskirche Maria Hilf bei Guttaring                                                                         |
| ja   | Datei hochladen | Pfarrhof HERIS-ID: 53856 Objekt-ID: 61920                                                                      | Maria-Hilf 5 Standort KG: Hollersberg           | Der stattliche ein- bis zweigeschoßige barocke Bau aus der ersten Hälfte des 18. Jahrhunderts mit Bruchsteinmauerwerk wird von einem leicht abgeschleppten, hohen Walmdach bedeckt. | BDA-Hist.: Q38058658 Status: § 2a Stand der BDA-Liste: 2025-06-30 Name: Pfarrhof GstNr.: .51 Pfarrhof Maria Hilf bei Guttaring |
| ja   | Datei hochladen | Kath. Filialkirche hl. Gertraud und Umfassungsmauer (Bering) HERIS-ID: 54679 Objekt-ID: 63047                  | Sankt Gertruden Standort KG: Hollersberg        | Im Inneren der kleinen Kirche mit romanischem Langhaus und gotischem Chor ist ein Wandmalereifragment aus dem 13. Jahrhundert. Tabernakelaltar mit Schnitzfiguren. Die romanische Umfassungsmauer spätgotisch verstärkt. | BDA-Hist.: Q1167982 Status: § 2a Stand der BDA-Liste: 2025-06-30 Name: Kath. Filialkirche hl. Gertraud und Umfassungsmauer (Bering) GstNr.: .16                                                                                    |
| ja   | Datei hochladen | Kath. Pfarrkirche hl. Martin HERIS-ID: 53524 Objekt-ID: 61504                                                  | Dobritsch 11 Standort KG: Verlosnitz            | Die dem heiligen Martin geweihte Kirche besteht aus einem schlichten Westturm mit geschweiftem Spitzhelm. Das Gebäude hat ein saalartiges im Kern romanisches Kirchenschiff mit barocker Felderdecke und barocken Fenstern. | BDA-Hist.: Q23889534 Status: § 2a Stand der BDA-Liste: 2025-06-30 Name: Kath. Pfarrkirche hl. Martin GstNr.: .4 Pfarrkirche Dobritsch, Guttaring                                                                                   |
| ja   | Datei hochladen | Bürgerhaus, Verweserhaus HERIS-ID: 35588 Objekt-ID: 34372                                                      | Urtlgraben 9 Standort KG: Verlosnitz            | Das ehemalige Verweserhaus der Stadt St. Veit ist ein stattlicher zweigeschoßiger Bau mit einem quadratischen Frontturm. An der Fassade ist das Gebäude mit 1584 bezeichnet. Südlich schließt ein barocker Erweiterungsbau an. | BDA-Hist.: Q37965446 Status: Bescheid Stand der BDA-Liste: 2025-06-30 Name: Bürgerhaus, Verweserhaus GstNr.: .45 Verweserhaus Urtlgraben, Guttaring                                                                                |
| ja   | Datei hochladen | Pfarrhof HERIS-ID: 55130 Objekt-ID: 63673                                                                      | Waitschach 1 Standort KG: Waitschach            | Der kleine Pfarrhof wurde 1596 errichtet. | BDA-Hist.: Q38063842 Status: § 2a Stand der BDA-Liste: 2025-06-30 Name: Pfarrhof GstNr.: .26/1 Pfarrhof Waitschach, Guttaring |
| ja   | Datei hochladen | Kath. Pfarrkirche und Wallfahrtskirche Unsere Liebe Frau, Karner und Friedhof HERIS-ID: 55131 Objekt-ID: 63674 | Standort KG: Waitschach                         | Die große spätgotische Hallenkirche Maria Waitschach ist teilweise noch von einer Wehrmauer umgeben. Künstlerisch hochwertige Einrichtung: prunkvoller Hochaltar; Kärntner Landschaftsaltar (1626) an der Nordwand. Der Karner ist ein 8-seitiger gotischer Bau; im Untergeschoß Beinhaus; im Obergeschoß Gratgewölbe mit umfangreichen Wandmalereien. | BDA-Hist.: Q2540792 Status: § 2a Stand der BDA-Liste: 2025-06-30 Name: Kath. Pfarrkirche und Wallfahrtskirche Unsere Liebe Frau, Karner und Friedhof GstNr.: .27/1, .27/2 Maria Waitschach                                         |
| ja   | Datei hochladen | Ehem. Röstanlage HERIS-ID: 41238 Objekt-ID: 41711                                                              | Waitschach 13, nördlich Standort KG: Waitschach | Reste eines hoch- und dadurch auch abgelegenen doppelten Erzröstofens aus der 2. Hälfte des 19. Jahrhunderts. Ein Abbau des Eisenerzes fand in unmittelbare Nähe statt. | BDA-Hist.: Q37998812 Status: Bescheid Stand der BDA-Liste: 2025-06-30 Name: Ehem. Röstanlage GstNr.: 181/2 |